# Garth Brooks
Troyal Garth Brooks (ur. 7 lutego 1962 w Tulsa) – amerykański wokalista i autor piosenek country.
Był najmłodszym z szóstki rodzeństwa. Rodzina mieszkała w Yukon w Oklahomie. Ojciec, Troyal Raymond Brooks, pracował w firmie naftowej, a matka, Colleen Carroll, była piosenkarką country. W latach 50. XX w. nagrywała dla Capital Records. Studia uniwersyteckie odbył na Uniwersytecie Stanu Oklahoma, podczas nauki otrzymywał stypendium sportowe. W 1985 otrzymał licencjat z reklamy i marketingu, później (w 2011) na tej uczelni ukończył studia MBA. Przez kilka lat był czynnym lekkoatletą. Po studiach poświęcił się muzyce. Jego styl jest mieszanką rocka i country. Powołuje się na wpływ Jamesa Taylora i George'a Jonesa.

## Dyskografia
- Garth Brooks (1989)
- No Fences (1990)
- Ropin' the Wind (1991)
- The Chase (1992)
- In Pieces (1993)
- Fresh Horses (1995)
- Sevens (1997)
- Garth Brooks In ... The Life of Chris Gaines (1999)
- Scarecrow (2001)
- The Lost Sessions (2005)
- Man Against Machine (2014)
- Christmas Together (oraz Trisha Yearwood) (2016) [5]
- Gunslinger (2016) [6]
- Gun (2020) [7]
- Time Traveller (2023) [8]